# Kukura
Kukura (808 m) – szczyt na Słowacji w paśmie Magury Spiskiej. Nie znajduje się w jej głównym grzbiecie, lecz w bocznym, południowo-wschodnim grzbiecie opadającym od wierzchołka 1084 m po wschodniej stronie Wietrznego Wierchu (Veterný vrch). Grzbiet ten poprzez Grúň (1038 m) i Kukurę opada do miejscowości Drużbaki Wyżne (Vyšné Ružbachy) i oddziela dolinę potoku Rieka od doliny jej dopływu o nazwie Zálažný potok.
Kukura jest tylko częściowo porośnięta lasem. Część jej stoków zajmują pensjonaty i zabudowania miejscowości Drużbaki Wyżne. Na stokach znajdują się trawertynowe źródła. Jedno z nich to tzw. „Smrtna jama”. Na szczycie duża wieża przekaźnika telewizyjnego i telekomunikacyjnego. Przez Kukurę prowadzi szlak turystyczny z Drużbaków Wyżnych przez Wietrzny Wierch do Wielkiego Lipnika (Veľký Lipník). Omija wierzchołek Kukury trawersując go po zachodniej stronie.

## Szlaki turystyczne
Drużbaki Wyżne – Kukura – Grúň – rozdroże Pod Grúňom – Wietrzny Wierch – Kvasník – Čierťaž – Lipnik Wielki. Czas przejścia: ok. 3.15 h, ↓ 3 h